# Super Proton Synchrotron
Il Super Proton Synchrotron (SPS) è un acceleratore di particelle del CERN. È un sincrotrone costruito in un tunnel sotterraneo circolare di 6,9 km di circonferenza, posto al confine tra la Francia e la Svizzera nei pressi di Ginevra.

## Storia

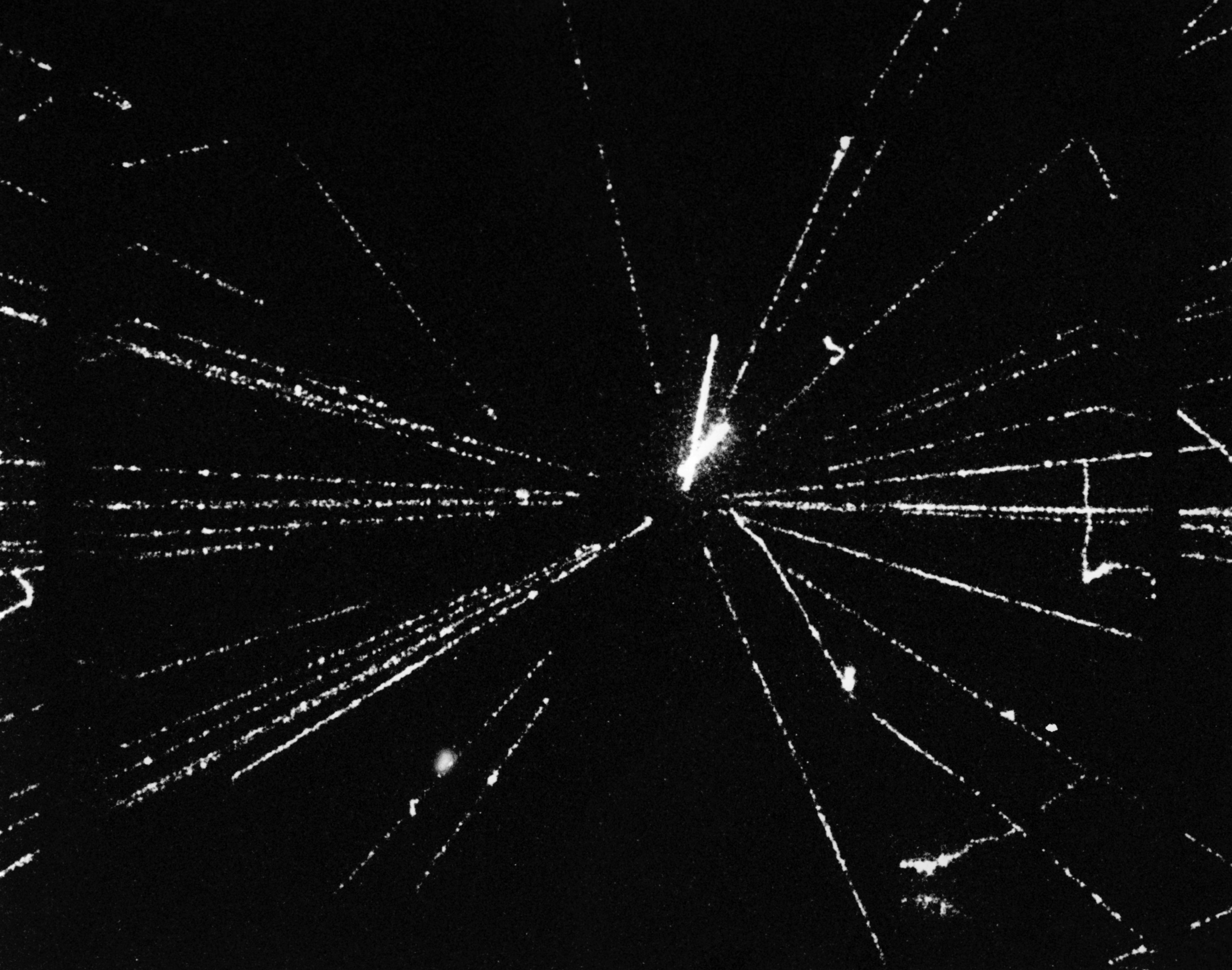
Una collisione protone-antiprotone dall'esperimento UA5 al SPS nel 1982

L'acceleratore SPS fu progettato originariamente per un'energia di 300 GeV da un team guidato dal direttore generale del CERN John Adams. Quando poi venne costruito, SPS era in grado di raggiungere 400 GeV (energia raggiunta nella fase di prova il 17 giugno 1976). All'epoca quell'energia era già stata superata dal Fermilab, che aveva raggiunto 500 GeV il 14 maggio dello stesso anno.

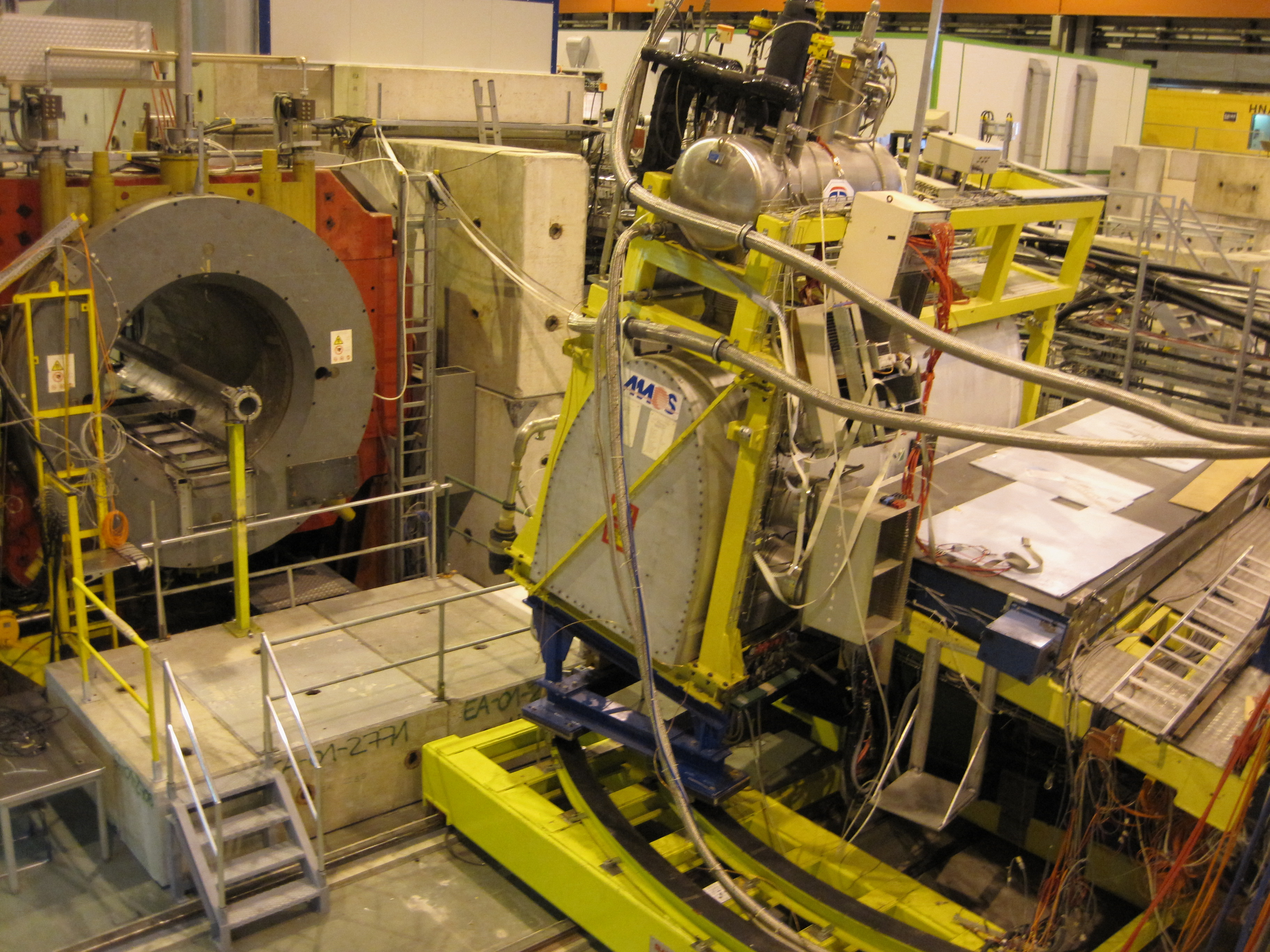
Fascio di positroni da 20 GeV proveniente da SPS, usato per calibrare il rivelatore Alpha Magnetic Spectrometer.

Negli anni SPS è stato usato per accelerare diversi tipi di particelle: protoni, antiprotoni, elettroni, positroni e ioni pesanti. In particolare ha prodotto fasci di elettroni e positroni per il Large Electron-Positron Collider (LEP) fino al 2000, e dal 2008 accelera protoni e ioni di piombo per Large Hadron Collider (LHC).
Dal 1981 al 1984 SPS ha operato come collisionatore protone–antiprotone (da questo deriva il suo nome Super Protone Sincrotrone), fornendo dati sulle collisioni agli esperimenti UA1 e UA2. Grazie a questi dati è stata resa possibile la scoperta dei bosoni W e Z nel 1983: per questo e altri contributi nel 1984 il Premio Nobel per la fisica è stato assegnato all'italiano Carlo Rubbia e all'olandese Simon van der Meer.

## Operazioni attuali
SPS fa attualmente parte della catena di pre-accelerazione che fornisce fasci di protoni al Large Hadron Collider (LHC), che ha iniziato le operazioni preliminari il 10 settembre 2008: SPS accelera i protoni da 26 fino a 450 GeV e successivamente LHC li porta fino ad alcuni TeV.
Oltre a questo, SPS continua la sua attività negli esperimenti a bersaglio fisso, fornendo fasci di protoni da 400 GeV per alcuni esperimenti quali: COMPASS, NA61/SHINE e NA62. SPS è anche usato per produrre i fasci di neutrini muonici dell'esperimento CERN Neutrinos to Gran Sasso (CNGS), che vengono inviati in direzione dei Laboratori Nazionali del Gran Sasso (LNGS) in Italia a 730 km di distanza dal CERN.
SPS è stato utilizzato come banco di prova di alcune nuove proposte in tema di acceleratori. Nel 1999 è stato possibile studiare l'effetto Electron-cloud. Nel 2003, SPS fu il primo acceleratore a osservare e studiare il fenomeno di Hamiltonian resonance. Nel 2004 vennero effettuati studi sugli effetti dannosi derivanti da particelle che potrebbero scontrarsi con il fascio all'interno dei tubi a vuoto degli acceleratori.

## Maggiori scoperte
Le maggiori scoperte effettuate grazie a SPS sono:
- 1983: La scoperta dei bosoni W e Z da parte degli esperimenti UA1 e UA2.[9] Il Premio Nobel per la fisica del 1988 fu assegnato all'italiano Carlo Rubbia e all'olandese Simon van der Meer per i contributi che portarono a questa scoperta.

- 1999: La scoperta diretta della violazione CP, effettuata dall'esperimento NA48.[10]

## SPS upgrade: il Super-SPS
In futuro il Large Hadron Collider necessiterà di un considerevole aumento di luminosità a partire dal 2015: questo richiederebbe che l'intera catena di pre-accelerazione dei fasci di protoni venga migliorata, incluso SPS. È stato proposto un aggiornamento di SPS (Super-SPS) che dovrebbe concentrarsi sull'aumento di energia del fascio prodotto, fino a 1 TeV.